# Tam Mỹ
Tam Mỹ là một xã thuộc thành phố Đà Nẵng, Việt Nam.

## Địa lý
Xã Tam Mỹ có vị trí địa lý:
- Phía đông giáp xã Tam Mỹ Đông
- Phía tây giáp xã Tam Trà
- Phía nam giáp tỉnh Quảng Ngãi
- Phía bắc giáp xã Tam Hiệp và xã Tam Thạnh.

Xã Tam Mỹ có diện tích 51,04 km², dân số năm 2019 là 5.492 người, mật độ dân số đạt 108 người/km².

## Hành chính
Xã Tam Mỹ được chia thành 6 thôn: Trung Thành, Trung Chánh, Thạnh Mỹ, Trung Lương, Tịnh Sơn, Tú Mỹ.